# Tagora dehyalinata
Tagora dehyalinata är en fjärilsart som beskrevs av Embrik Strand 1924. Tagora dehyalinata ingår i släktet Tagora och familjen Eupterotidae. Inga underarter finns listade i Catalogue of Life.